# Мафиль
Ма́филь (исп. Máfil) — посёлок в Чили. Административный центр одноимённой коммуны. Население — 3796 человек (2002). Поселок и коммуна входят в состав провинции Вальдивия и области Лос-Риос.
Территория коммуны — 582,7 км². Численность населения — 7153 жителя (2007). Плотность населения — 12,28 чел./км².

## Расположение
Поселок расположен в 29 км на северо-восток от административного центра области города Вальдивия.
Коммуна граничит:
- на севере — c коммуной Марикина
- на северо-востоке — c коммуной Ланко
- на востоке — с коммуной Пангипульи
- на юге — c коммуной Лос-Лагос
- на западе — c коммуной Вальдивия

## Демография
Согласно сведениям, собранным в ходе переписи Национальным институтом статистики, население коммуны составляет 7153 человека, из которых 3735 мужчин и 3418 женщин.
Население коммуны составляет 1,91 % от общей численности населения области Лос-Риос. 47,15 % относится к сельскому населению и 52,85 % — городское население.